# Краснооктябрьский (Волгоградская область)
Краснооктябрьский — бывший посёлок городского типа в Волгоградской области России, ранее входивший в состав городского округа город Волжский. Согласно Постановлению Волгоградской областной думы от 29 марта 2012 года посёлок Краснооктябрьский включён в черту города Волжский и исключён из перечня единиц административно-территориального деления.
Население 12 863 жителя (на 1 января 2012 года).

## История
Возник в 1957 году (решение Сталинградского облисполкома № 21/519 от 26.09.57) в связи со строительством Сталинградской лесоперевалочной базы и передан в административное управление Среднепогроменскому сельсовету Среднеахтубинского района.
В 1959 году посёлок был объединен с селом Среднепогромным в один населённый пункт и отнесён к категории рабочих посёлков с присвоением ему наименования посёлок Краснооктябрьский (решение Сталинградского облисполкома № 14/301 от 15.06.59). Тогда же Среднепогроменский сельсовет был преобразован в Краснооктябрьский поссовет.
Решением Волгоградского облисполкома № 9/195 от 29.03.62 рабочий посёлок Краснооктябрьский Среднеахтубинского района и поссовет этого поселка переданы в административное подчинение Волжскому городскому Совету.
При создании городского округа город Волжский Волгоградской области (в соответствии с законом Волгоградской области от 25 марта 2005 г. N 1032-ОД «Об установлении границ и наделении статусом города Волжского Волгоградской области») посёлки Краснооктябрьский и Уральский были включены в состав городского округа.
Согласно Постановлению Волгоградской областной думы от 29 марта 2012 года посёлки Краснооктябрьский и Уральский были включены в черту города Волжский и исключены из перечня единиц административно-территориального деления.

## Население
| 1959    | 1970  | 1979  | 1989  | 2002    | 2009    | 2010    |
| ------- | ----- | ----- | ----- | ------- | ------- | ------- |
| 3452    | ↗8091 | ↘7874 | ↗8442 | ↗11 055 | ↘10 862 | ↗12 834 |
| 2012    |       |       |       |         |         |         |
| ↗12 863 |       |       |       |         |         |         |